# Giorgio Rusconi
Giorgio Rusconi (in latino Georgius de Rusconibus; Milano?, 1470 circa – Venezia, aprile 1522) è stato un editore e tipografo italiano.

## Attività
Rusconi è considerato uno dei più prolifici e longevi tipografi italiani del suo secolo. La sua produzione spaziò dai classici latini, in lingua originale e in traduzione, tra cui Terenzio, Plinio il Vecchio, Tito Livio, Ovidio, Virgilio, alle opere di autori contemporanei come Boiardo, Sannazzaro, Lorenzo de' Medici e altri, ed è attestata in circa 200 edizioni.
Di origine milanese, fu attivo a Venezia nei primi anni del XVI secolo. La sua officina tipografica, ubicata fino al 1520 nella parrocchia di San Moisè e successivamente in San Fantin, nel Sestiere di San Marco. pubblicò senza interruzioni dal 1500 al 1527. Dopo la sua morte, avvenuta nel 1522, l'attività fu portata avanti dai figli Giovan Francesco e Giovan Antonio fino al 1525, e successivamente dalla vedova, Elisabetta Baffo, una delle prime donne a svolgere l'attività tipografica.
Tra le più importanti edizioni sopravvissute, la princeps cinquecentesca dei tre libri dell'Orlando Innamorato di Matteo Maria Boiardo, pubblicata nel 1506.